# Pawieł Szurygin
Pawieł Iwanowicz Szurygin (ros. Павел Иванович Шурыгин, ur. 1899 we wsi Małoje Kondelino w guberni wiackiej, zm. ?) – radziecki działacz państwowy i partyjny.

## Życiorys
W latach 1919–1923 służył w Armii Czerwonej, 1923-1930 był kolejno członkiem komitetu wykonawczego rady gminnej, przewodniczącym gminnej komisji rolniczej, sędzią placówki wiejskiej, ludowym sędzią Jarańska, pełnomocnym wiackiego gubernialnego sądu na powiat jarański i członkiem Wiackiego Sądu Okręgowego. Od 1926 należał do WKP(b), do 1930 zaocznie studiował w Moskiewskim Instytucie Radzieckiego Prawa, 1930-1933 był przewodniczącym komitetu wykonawczego rady rejonowej w Kraju Niżnonowogrodzkim, a 1933-1939 przewodniczącym Niżnonowogrodzkiego/Gorkowskiego Krajowego/Obwodowego Lespromchozu. W latach 1939–1941 był szefem Zarządu Ludowego Komisariatu Sprawiedliwości ZSRR na obwód gorkowski, 1941-1942 przewodniczącym Wojskowego Trybunału Obwodu Gorkowskiego, potem zastępcą przewodniczącego Gorkowskiej Rady Obwodowej ds. przemysłu. Do 1945 był I zastępcą przewodniczącego Komitetu Wykonawczego Gorkowskiej Rady Obwodowej, od sierpnia 1945 do października 1947 przewodniczącym Komitetu Wykonawczego Kałuskiej Rady Obwodowej, a od 3 października 1947 do 3 marca 1953 przewodniczącym Komitetu Wykonawczego Murmańskiej Rady Obwodowej. W 1953 został odznaczony Orderem Czerwonego Sztandaru Pracy.